# 丹佛和黛利拉製作公司
丹佛和黛利拉製作公司（英語：Denver and Delilah Productions）是一家由女演员和制片人查理兹·塞隆创立的电影制作公司。它位于加州洛杉磯。

## 历史
查理兹·塞隆于2003年创立了丹佛和黛利拉电影公司，并以她的两只狗丹佛（英語：Denver）和黛利拉（英語：Delilah）命名。
2013年7月，公司与布尼姆/默里制作签约，开发和制作无脚本电视节目。2015年1月，丹佛和黛利拉与通用电缆制作签署了一份第一眼交易，为NBC環球开发和制作剧本系列，为此公司聘请拉弗恩·麦金农担任脚本电视主管。贝丝·科诺和A.J.迪克斯也与塞隆在这些项目上合作。一个正在开发的项目，与漫画作家格雷格·鲁卡，是改编定格动画动画喜剧網絡劇学校里最受欢迎的女孩。最近，她的制作公司收到了与HBO和HBO Max的一线交易
。

## 引用
1. ↑  Fremar, Leslie. . Elle. October 10, 2018  [September 26, 2021]. （原始内容存档于2021-09-26）.
2. ↑  Ramanathan, Lavanya. . The Washington Post. September 18, 2009  [September 26, 2021]. （原始内容存档于2018-09-22）.
3. ↑  Patten, Dominic. . Deadline Hollywood. July 29, 2013  [September 26, 2021]. （原始内容存档于2021-09-26）.
4. ↑  Andreeva, Nellie. . Deadline Hollywood. January 15, 2015  [September 26, 2021]. （原始内容存档于2021-09-26）.
5. ↑  Wagmeister, Elizabeth. . Variety. January 15, 2015  [September 26, 2021]. （原始内容存档于2021-11-28）.
6. ↑  Thorne, Will. . Variety. 2020-12-01  [2021-09-26]. （原始内容存档于2021-09-26） （美国英语）.